# Omgekeerde delta

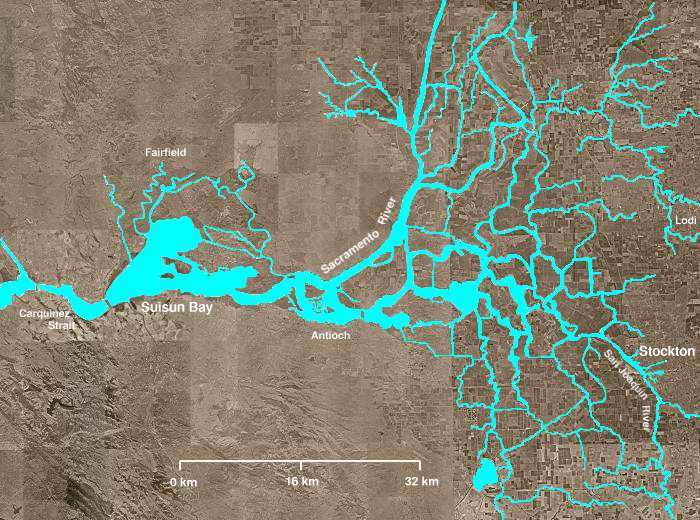
De Sacramento-San Joaquindelta (de rechterhelft van de foto) is een omgekeerde delta: de grote rivieren van de Central Valley komen er samen, waarna de delta versmalt. Via Suisun Bay en de Straat van Carquinez mondt de waterloop uit in de Baai van San Francisco.

Een omgekeerde delta is een bijzonder soort rivierdelta. Terwijl een gewone delta breder wordt naarmate de monding nadert, wordt een omgekeerde delta op die plaats juist smaller. De Sacramento-San Joaquindelta in Californië is een van de weinige voorbeelden van een omgekeerde rivierdelta. Een ander voorbeeld is de Portugese rivier de Taag, die door sedimentatie echter nog maar deels omgekeerd is.